# Quilombo Pita Canudos
O Quilombo Pita Canudos, em Cáceres, Mato Grosso, foi certificado como comunidade remanescente de quilombo pela Fundação Cultural Palmares em 2013.
A fundação da comunidade remete à história de um ancestral em comum, Antônio Constantino Maciel de Campos. No século XVIII, ele fugiu de uma fazenda em Poconé junto a um grupo de escravos e estabeleceu residência na região da Morraria.
Entre as atividades promovidas por sua população estão o cultivo de plantas medicinais e hortaliças e realização de festas religiosas. Toda a alimentação feita em fogões e fornos a lenhas.
Seu nome, “Pita Canudos”, remete ao hábito que os antigos possuíam de fumar em canudos de bambu. O quilombo possui uma associação com cerca de 385 pessoas cadastradas.

## Tombamento
O tombamento de quilombos é previsto pela Constituição Brasileira de 1988, bastando a certificação pela Fundação Cultural Palmares:
Art. 216. Constituem patrimônio cultural brasileiro os bens de natureza material e imaterial, tomados individualmente ou em conjunto, portadores de referência à identidade, à ação, à memória dos diferentes grupos formadores da sociedade brasileira [...]
§ 5º Ficam tombados todos os documentos e os sítios detentores de reminiscências históricas dos antigos quilombos.
Portanto, a comunidade quilombola de São Raimundo do Pirativa é um patrimônio cultural brasileiro, tendo em vista que recebeu a certificação de ser uma "reminiscência histórica de antigo quilombo" da Fundação Cultural Palmares no ano de 2013.

## Situação territorial
O título da terra (regularização fundiária) proporciona que a comunidade enfrente menos dificuldades para desenvolver a agricultura (como conflitos pela posse da terra com os fazendeiros da região em que se localiza), que solicite o licenciamento ambiental de seu território e solicite políticas sociais e urbanas para melhorias de suas condições de vida, como infraestrutura urbana de redes de energia, água e esgoto.
Povos Tradicionais ou Comunidades Tradicionais são grupos que possuem uma cultura diferenciada da cultura predominante local, que mantêm um modo de vida intimamente ligado ao meio ambiente natural em que vivem. Através de formas próprias: de organização social, do uso do território e dos recursos naturais (com relação de subsistência), sua reprodução sócio-cultural-religiosa utiliza conhecimentos transmitidos oralmente e na prática cotidiana.